# Tempelj Thien Hau
Tempelj Thien Hau (vietnamsko Miếu Thiên Hậu), officially the Tue Thanh Guildhall (Hội quán Tuệ Thành), je tempelj kitajske boginje morja Mazu v kitajskem slogu na ulici Nguyễn Trãi v Čolonu (Kitajska četrt) okrožja 5 v mestu Hošiminh v Vietnamu.

## Zgodovina
Thiên Hậu je vietnamska transkripcija kitajskega imena Tianhou ('cesarica nebes'), vzdevek kitajske boginje morja, Mazu, pobožanstvene oblike Lin Moniang, srednjeveškega dekleta iz Fudžjana, za katerega so zaslužni, da je rešila enega ali nekaj članov svoje družine člane pred poškodbami med tajfunom s svojo duhovno močjo. Čeprav je vlada celinske Kitajske in Tajvana uradno ne priznavata, je vera priljubljena v obmorskih južnih provincah Kitajske in zlasti na Tajvanu ter med kitajsko diasporo. V Vietnamu je včasih znana tudi kot 'Gospa morja' (Tuc Goi La Ba). Mazuizem se pogosto sinkretizira s taoizmom in kitajskim budizmom. Na primer, v bližnji pagodi Quan Am sta dva glavna oltarja posvečena Thien Hau in Quan Am, vietnamski obliki Guanjin, kitajski obliki bodhisatve valokitešvare.
Tempelj je bil prvič postavljen c. 1760 s strani kantonske skupnosti v mestu.[2] Leta 1800, 1842 (in morda tudi 1847), 1882, 1890 in 1916 je bil deležen večjih popravil ali razširitev.[2]

## Arhitektura

### Zunanjost
Tempelj stoji tik ob prometni ulici Nguyen Trai. Do njega se lahko dostopa tako, da se vstopi skozi železna vrata in prečka majhno dvorišče. Streha je okrašena z majhnimi prefinjeno oblikovanimi porcelanastimi figuricami, ki izražajo teme iz kitajske vere in legend. Nad vhodom visijo luči in lesene makete kitajskih gledališč.

### Notranjost
Notranjost templja je pravzaprav delno pokrito dvorišče, na koncu katerega je oltar Mazuji. Izpostavljeni deli dvorišča vsebujejo kadilnice in odpirajo pogled na izjemne diorame iz porcelana, ki krasijo streho. Diorame prikazujejo prizore iz kitajskega mesta iz 19. stoletja in vključujejo tako barvite figure, kot so igralci, demoni, živali ter perzijski in evropski mornarji in trgovci. V enem prizoru igralci prikazujejo dvoboj na konju med čaščenim generalom s helebardo Guan Jujem iz romana Tri kraljestva in drugim borcem. Drugi prizor prikazuje tri taoistične nesmrtne modrece, ki predstavljajo dolgoživost, plodnost in blaginjo.
Na oltarju Mazu dominirajo trije kipi boginje. Obrazi so bronaste barve, oblačila in krone pa večbarvni. Gorilniki kadila so vse okoli.

## Galerija
- Prizor s strehe templja prikazuje igralce, ki prikazujejo dvoboj med Guan Jujem in drugim borcem
- Ta slika Mazu prevladuje na glavnem oltarju templja

## Storitve
Na 23. dan tretjega meseca po vietnamskem lunarnem koledarju, ki je Mazujin rojstni dan, bodo glavni kip Mazu povabili pred oltar in ga popeljali skozi kitajsko četrt okrožja 5. Veliki bronasti zvon v templju je iz leta 1830 in pozvoni ob velikih donacijah templju.